# Лоуэлл, Кэри
Кэ́ри Ло́уэлл (англ. Carey Lowell, род. 11 февраля 1961) — американская актриса и бывшая фотомодель.

## Жизнь и карьера
Кэри Лоуэлл родилась в Хантингтоне, Нью-Йорк и училась в колледже при Нью-Йоркском университете, одновременно занимаясь модельной деятельностью для Ralph Lauren и Calvin Klein'.
Лоуэлл наиболее известна по роли Девушки Джеймса Бонда в фильме 1989 года «Лицензия на убийство». Также у неё были роли второго плана в нескольких крупных фильмах, среди которых были «Опекун» и «Неспящие в Сиэтле». В период между 1991—2001 годами она играла роль помощника окружного прокурора Джейми Росс в телесериале «Закон и порядок», а в 2005 году появилась в его спин-оффе «Закон и порядок: Суд присяжных».
Лоуэлл трижды была замужем. Её первый брак был с фотографом Джоном Стембером (1984—1988), а второй с актёром Гриффином Данном (1989—1995). 9 ноября 2002 года Лоэлл вышла замуж за актёра Ричарда Гира, ранее от которого родила ребёнка, которого назвали Гомер Джеймс Джигми Гир (род. 2000). В сентябре 2013 года было объявлено, что они разводятся после одиннадцати лет брака, а 18 октября 2016 года они официально развелись.

## Фильмография
| Год       |     | Русское название               | Оригинальное название                         | Роль                          |
| --------- | --- | ------------------------------ | --------------------------------------------- | ----------------------------- |
| 1986      | ф   | В опасной близости             | Dangerously Close                             | Джули                         |
| 1986      | ф   | Клуб «Рай»                     | Club Paradise                                 | модель                        |
| 1987      | ф   | Искривленный вниз              | Down Twisted                                  | Максин                        |
| 1988      | ф   | Я и он                         | Ich und er                                    | Дженет Андерсон               |
| 1989      | ф   | Лицензия на убийство           | Licence to Kill                               | Пэм Бувье                     |
| 1990      | ф   | Опекун                         | The Guardian                                  | Кейт Стерлинг                 |
| 1991      | тф  | Путь к краху                   | Road to Ruin                                  | Джесси Тейлор                 |
| 1993      | ф   | Неспящие в Сиэтле              | Sleepless in Seattle                          | Мэгги Болдуин                 |
| 1993      | с   | Их собственная лига            | A League of Their Own                         | Дотти Хинсон                  |
| 1994      | ф   | Любовная история               | Love Affair                                   | Марта                         |
| 1995      | ф   | Покидая Лас-Вегас              | Leaving Las Vegas                             | банковский кассир             |
| 1996      | кор | Герцог замка Грув              | Duke of Groove                                | Шеннон                        |
| 1996      | ф   | —                              | Four Tales of Two Cities                      | Шеннон                        |
| 1997      | ф   | Свирепые создания              | Fierce Creatures                              | детёныш из семейства кошачьих |
| 1996—2001 | с   | Закон и порядок                | Law & Order                                   | Джейми Росс                   |
| 1997      | с   | Убойный отдел                  | Homicide: Life on the Street                  | Джейми Росс                   |
| 2001      | с   | —                              | Big Apple                                     | Дейдри Стайлс                 |
| 2003      | тф  | То, чего не видит глаз         | More Than Meets the Eye: The Joan Brock Story | Джоан Брок                    |
| 2005      | с   | Закон и порядок: Суд присяжных | Law & Order: Trial by Jury                    | Джейми Росс                   |
| 2005      | с   | Эмпайр-Фоллс                   | Empire Falls                                  | Франсин в 40 лет              |
| 2006—2007 | с   | Шестеро                        | Six Degrees                                   | Кристин Кейсман               |
| 2012      | ки  | —                              | 007 Legends                                   | Пэм Бувье                     |
| 2014      | кор | —                              | The Cause                                     | Эдит                          |
| 2016      | ф   | —                              | C Street                                      | Магнолия Фэллон               |
| 2018      | с   | Голубая кровь                  | Blue Bloods                                   | Дженет Томпсон                |
| 2018      | с   | Булл                           | Bull                                          | Марина Демарте                |

### на английском языке
- Courrier, Kevin and Green, Susan (1999). Law & Order: The Unofficial Companion—Updated and Expanded. Los Angeles: Renaissance Books, 368 pages, pp. 135–136. ISBN 978-1-5806-3108-2